# Harika Avcı
Harika Avcı (nome artístico de Nermin Ocak, İzmir, 2 de fevereiro de 1960) é uma cantora e atriz de cinema turca. 2009 faz um casamento de conveniência com o seu manager, 
İbrahim Öztürk, 20 anos mais jovem que ela, um relacionamento difícil que a leva à beira do suicídio.